# Yana Vassilieva
Yana Vassilieva est une pianiste russe de musique classique née à Saint-Pétersbourg en 1986.

## Biographie
Yana Vassilieva fait ses études musicales au conservatoire de Saint-Pétersbourg avec le professeur Alexander Sandler. Elle est remarquée en 2000 par le pianiste et pédagogue Michel Sogny qui l'invite à travailler sous sa direction à la Villa Schindler (Autriche).
Elle participe en 2001 au premier concert de la fondation SOS Talents en Juin 2001 à l'Hôtel Marcel Dassault Paris aux côtés de Khatia et Gvantsa Buniatishvili. En Septembre  la même année au elle participe avec Elisso Bolkvadze et Khatia Buniatishvili à une soirée au Théâtre des Champs-Elysées   présentée par Stephane Bern .
En Mars 2002 au  Montreux Palace en Suisse la Fondation SOS Talents la présente au Festival qu'elle organise avec notamment Aldo Ciccolini . 
Entre 2000 et 2008, elle suit l'enseignement de la méthode Sogny et se révèle au public. À propos de ses années de formation, elle déclare : « Mon évolution au piano, grâce à l'enseignement de Michel Sogny, a transformé ma vie comme pianiste et musicienne ».
Elle a donné depuis de nombreux concerts, notamment en Allemagne, en Russie et en Suisse.

## Prix et récompenses
Elle remporte le concours de Sofia en 2005 et celui de Brême en 2007. Elle est finaliste de la dernière édition du Concours international de piano Clara Haskil.